# Aframomum pseudostipulare
Aframomum pseudostipulare là một loài thực vật có hoa trong họ Gừng. Loài này được Loes. & Mildbr. ex Koechlin mô tả khoa học đầu tiên năm 1964.